# Drniški pršut
Drniški pršut  (tal. prosciutto prosušen, od lat. prae exsuctus, vulg. lat. perexsuctus vrlo isušen), izvorni drniški trajni suhomesnati proizvod, od svinjskog buta bez zdjeličnih kost koji se ubraja u hrvatske autohtone proizvode.

## Priprema
Soli se s krupnom morskom soli, preša, hladno dimi i suši minimalno 12 mjeseci u ograničenom zemljopisnom području i u skladu s uvjetima proizvodnje, kontrole i označavanja proizvoda koje propisuje specifikacija.
Proizvodi se tradicionalnim postupkom proizvodnje kojeg čine obrada buta, suho soljenje, prešanje, ispiranje, dimljenje, sušenje na zraku i zrenje. Sve faze u proizvodnji pršuta obavljaju se ručno.